# Chytranthus obliquinervis
Chytranthus obliquinervis är en kinesträdsväxtart som beskrevs av Ludwig Radlkofer och Adolf Engler. Chytranthus obliquinervis ingår i släktet Chytranthus och familjen kinesträdsväxter. Inga underarter finns listade i Catalogue of Life.